# Муниципальные финансы
Муниципа́льные фина́нсы — форма организации фондов денежных средств, формируемых и используемых на уровне муниципального образования.
Муниципальные финансы составляют основу экономической самостоятельности муниципальных образований.
Каждое муниципальное образование имеет собственный бюджет (местный бюджет), который принимает орган представительной власти, избираемый гражданами, проживающими на территории муниципального образования.
К доходам местного бюджета относятся:
- доходы от местных налогов и сборов
- отчисления в местный бюджет от некоторых региональных налогов и сборов
- отчисления от некоторых федеральных налогов и сборов
- безвозмездные перечисления из бюджетов других уровней, включая дотации на выравнивание бюджетной обеспеченности муниципальных образований
- доходы от имущества, находящегося в муниципальной собственности
- часть прибыли муниципальных предприятий, остающейся после уплаты налогов и сборов и осуществления иных обязательных платежей
- штрафы, установление которых отнесено к компетенции органов местного самоуправления
- добровольные пожертвования
- иные законные поступления

Экономическую основу неналоговых доходов муниципальных образований составляет находящееся в муниципальной собственности имущество, а также имущественные права муниципальных образований. Органы местного самоуправления от имени муниципального образования самостоятельно владеют, пользуются и распоряжаются муниципальным имуществом. В соответствии с Гражданским кодексом органы местного самоуправления вправе создавать муниципальные предприятия и учреждения.
Закон устанавливает возможность выравнивания уровня бюджетной обеспеченности поселений, муниципальных районов и городских округов путём предоставления дотаций из регионального фонда финансовой поддержки муниципальных образований и/или районных фондов финансовой поддержки поселений.
Муниципальные финансы предполагают возможность осуществлять заимствования, в том числе путём выпуска муниципальных облигаций.